# Султанат Неджд
Султанат Неджд — государство, существовавшее на Аравийском полуострове в 1920-х годах.

## История
В 1921 году правитель эмирата Неджд и Хаса Абдул-Азиз ибн Абдуррахман Аль Сауд захватил Джебель-Шаммар и провозгласил себя султаном.
В 1922 году был подписан Укайрский договор, установивший северо-восточные границы нового государства, согласно которому были образованы саудовско-иракская нейтральная зона и саудовско-кувейтская нейтральная зона.
В марте 1924 года король Хиджаза Хусейн ибн Али аль-Хашими провозгласил себя новым халифом исламского мира. Великобритания отказалась поддержать гегемонистсткие устремления Хусейна, и в результате последовавшей войны 1924—1925 годов Хиджаз был завоёван Недждом. После того, как Абдул-Азиз ибн Сауд короновался как король Хиджаза (1926) и король Неджда (1927), объединённое государство получило название Неджд и Хиджаз.